# Clinterocera donckieri
Clinterocera donckieri är en skalbaggsart som beskrevs av Thierry Bourgoin 1924. Clinterocera donckieri ingår i släktet Clinterocera och familjen Cetoniidae. Inga underarter finns listade i Catalogue of Life.